# Пер Гюнт (мультфильм)
«Пер Гюнт» — советский кукольный мультфильм для взрослых 1979 года, который создал на студии «Союзмультфильм» режиссёр Вадим Курчевский по мотивам одноимённой драмы Генрика Ибсена, в фильме использована музыка Эдварда Грига.

## Сюжет
Пер Гюнт вырос красивым парнем, на него заглядывались девушки, а он мечтал стать королём и разбогатеть. Пошёл он на свадьбу и там увидел девушку Сольвейг. Пер напился, перессорился с гостями и ушёл в горы, где встретил тролль-деву. Пер хотел жениться на ней и стать королём, но король троллей объяснил, что для этого надо стать троллем и жить по их обычаям. Пер сумел убежать, и он уплыл на корабле. Много лет он плавал и копил богатства. А когда вернулся к родным берегам, в шторм корабль утонул со всем грузом. За время плавания умерла мать Пера, а Сольвейг всё ждала его в лесной избушке. На перекрёстке дорог сидел старый тролль, который сказал, что Пер жил как тролли — только для себя. Отчаявшийся Пер увидел огонёк, пошёл к дому и позвал Сольвейг, которая сказала, что для неё он всегда оставался самим собой.

## Съёмочная группа
| Авторы сценария               | Вадим Курчевский, Раиса Фричинская |
| Режиссёр                      | Вадим Курчевский |
| Художники-постановщики        | Нина Виноградова, Ирина Доброницкая |
| Оператор                      | Александр Виханский |
| Мультипликаторы:              | Вячеслав Шилобреев, Наталия Дабижа, Наталья Тимофеева, Ирина Собинова-Кассиль |
| Композитор                    | Николай Каретников |
| Звукооператор                 | Владимир Кутузов |
| Монтажёр                      | Надежда Трещёва |
| Редактор                      | Наталья Абрамова |
| Ассистент оператора           | С. Смирнов |
| Роли озвучивали:              | Олег Янковский, Анна Каменкова, Никита Подгорный, Лариса Пашкова, Семён Самодур, Ирина Карташёва |
| Куклы и декорации изготовили: | Владимир Аббакумов, Владимир Алисов, Светлана Знаменская, Александр Беляев, Олег Масаинов, Нина Молева, Н. Корнева, В. Смольянинов, Михаил Колтунов, Павел Гусев, Марина Чеснокова, Валентин Ладыгин, Екатерина Дарикович |
| Директор картины              | Глеб Ковров |

- Съёмочная группа проверена по титрам мультфильма.

## О мультфильме
В «Пер Гюнте» Курчевский подходит к тем границам художественных возможностей объёмной мультипликации, которые отделяют её от игрового кино. Например, испуганный вторичным появлением тролль-девы Пер бежит домой, к Сольвейг. Но проклятие тролль-девы уже навсегда откололо Пера от мира людей. И эта трещина внезапно реализуется, как трещина во льду, возникающая под ногами бегущего. Этот кадр с его глубиной и широтой поля зрения, пасмурной цветовой гаммой и пластичностью воспроизведения движений человека неожидан для мультипликационного кино всей узнаваемостью и достоверностью обыденной атмосферы угасающего зимнего дня, словно выходом на «натуру» игрового кино. Но не впрямую, а через иллюзию, воссозданную очень тонкими, чисто изобразительными средствами (художники Н. Виноградова и И. Добровольская). Но и здесь, казалось бы, на последних рубежах мультипликации, Курчевский не может удержаться от метафоры. Одинокая и забытая, умирает мать Пера. Через окно её домика мы видим кровать, на которой лежит изможденная женщина. До сына доносится её голос: «Где ты, Пер, я умираю…» Панорама снежной пустыни сменяется комнатой матери с пустой кроватью. На ней нет даже накидки — только её темный деревянный остов. В дверях стоит Пер. Чисто в доме. И пусто.
Смерть матери — это первое потрясение в жизни Пера. Но выраженная метафорически, эта сцена становится потрясением и для зрителя. Так, через неторопливость сюжета и свободное дыхание «глубокого кадра» режиссёр ведёт нас к финалу.— Прохоров А. Вадим Курчевский // Режиссёры и художники советского мультипликационного кино. М., 1984.